# Contea di Danba
La contea di Danba (丹巴县S) è una contea della Cina, situata nella provincia di Sichuan e amministrata dalla prefettura autonoma tibetana di Garzê.